# جلان ليتل
جلان ليتل (بالإنجليزية: Glen Little)‏ هو لاعب سيرك ‏ ومهرج أمريكي، ولد في 5 ديسمبر 1925 في جينوا في الولايات المتحدة، وتوفي في 26 أكتوبر 2010 في كيمبيرلي في الولايات المتحدة.